# Les Fourmidables
Les Fourmidables est une série de bande dessinée bande dessinée belge humoristique créée dans le journal Spirou no 2920 par Vincent Deporter.

## Synopsis
Les Fourmidables raconte les aventures d'une colonie de fourmis.

## Publication

### Revues
La série a été publiée dans le Spirou entre 1994 et 1996.

### Albums
- Les Fourmidables, Bamboo :

1. Des fourmis dans les jambes, 2003  (ISBN 2-912715-63-6)[2].
2. Cirques divers, 2004  (ISBN 2-915309-05-1).